# 内村賢介
内村 賢介（うちむら けんすけ、1986年3月17日 - ）は、東京都大田区出身の元プロ野球選手（内野手、外野手）。右投両打。
愛称は「うっちー」など。

## 経歴

### アマチュア時代
小学1年で野球を始めるが、現在に至るまで4番を打った経験は無い。中学時代は硬式野球チーム・大田シニアに所属、1年間投手を務めたことはあった。中学生活最後の夏の全国大会予選は、直前の中学校の運動会の練習で右腕を骨折したため試合に出られなかった。走力と守備力を売りに、進学した山梨学院大付でも1年夏からベンチ入りして、秋には背番号6で内野を守った。高校の同期には明石健志がいたが、甲子園出場は無かった。高校通算本塁打は1本だったと語っている。それでも、中学3年生の時に離婚した母親を楽にさせたい一心でプロへの願望は高かった。
テストで合格し加入したJFE西日本時代は社会人野球日本選手権大会で優勝を経験しているが、自身の出場機会は少なかった。出番を得るためにスイッチヒッターへ転向するなど試行錯誤を繰り返したが、これが裏目に出て迷路に落ち込み、実力が発揮できなくなった。社会人3年目には無断で抜け出し、街中を彷徨う中、携帯電話で母親に泣きながら「辞める」と話した。会社は引き止めたが退社し、2ヶ月間フリーターで過ごした。

### BCリーグ・石川時代
JFE西日本を辞めて、東京に戻って中学時代所属していた硬式野球チーム・大田シニア監督の阿部一之に「辞めて帰ってきました」と報告してから数日後、阿部から「来年から始まる北信越BCリーグっていうのあるから、トライアウト受けてみろ」と勧められて、2007年から始まるBCリーグの存在を知り、石川ミリオンスターズのテストを受けて合格した。ここで監督の金森栄治から右打席に絞った打撃の指導を受け、才能が開花した。遊撃手のレギュラー、リードオフマンとして活躍する。打率.271、31盗塁の成績でリーグの初代盗塁王となった。
2007年の育成ドラフト会議では、東北楽天ゴールデンイーグルスから1巡目で指名された。金森からは「もう1年チームにとどまり、正規のドラフトを待ってはどうか」とのアドバイスを受けたが、NPBへ挑戦する姿勢を優先したことから、育成選手として入団することを決意。BCリーグ球団所属の選手では初めてのNPB入りを果たした。

### 楽天時代

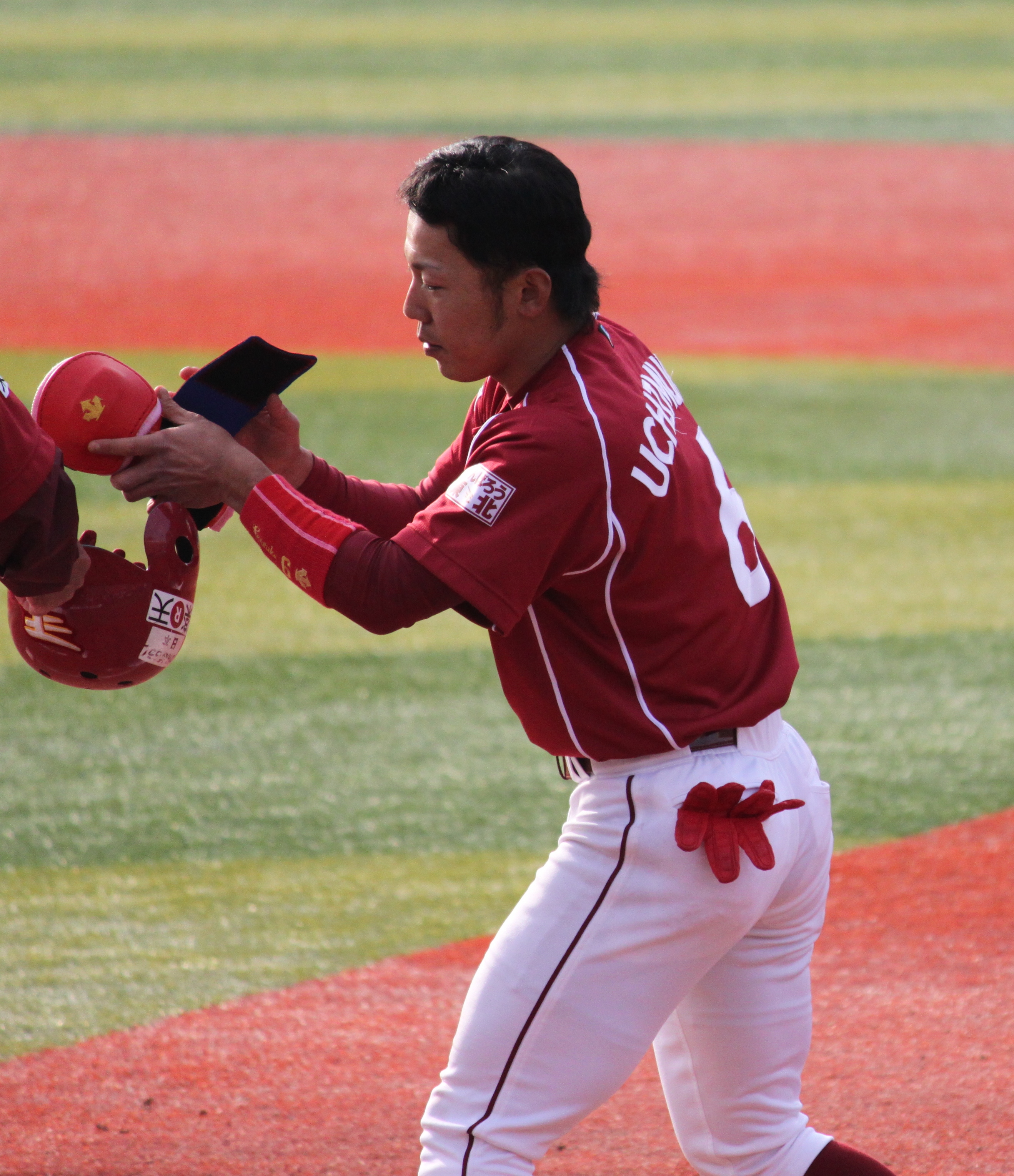
楽天時代（2012年）

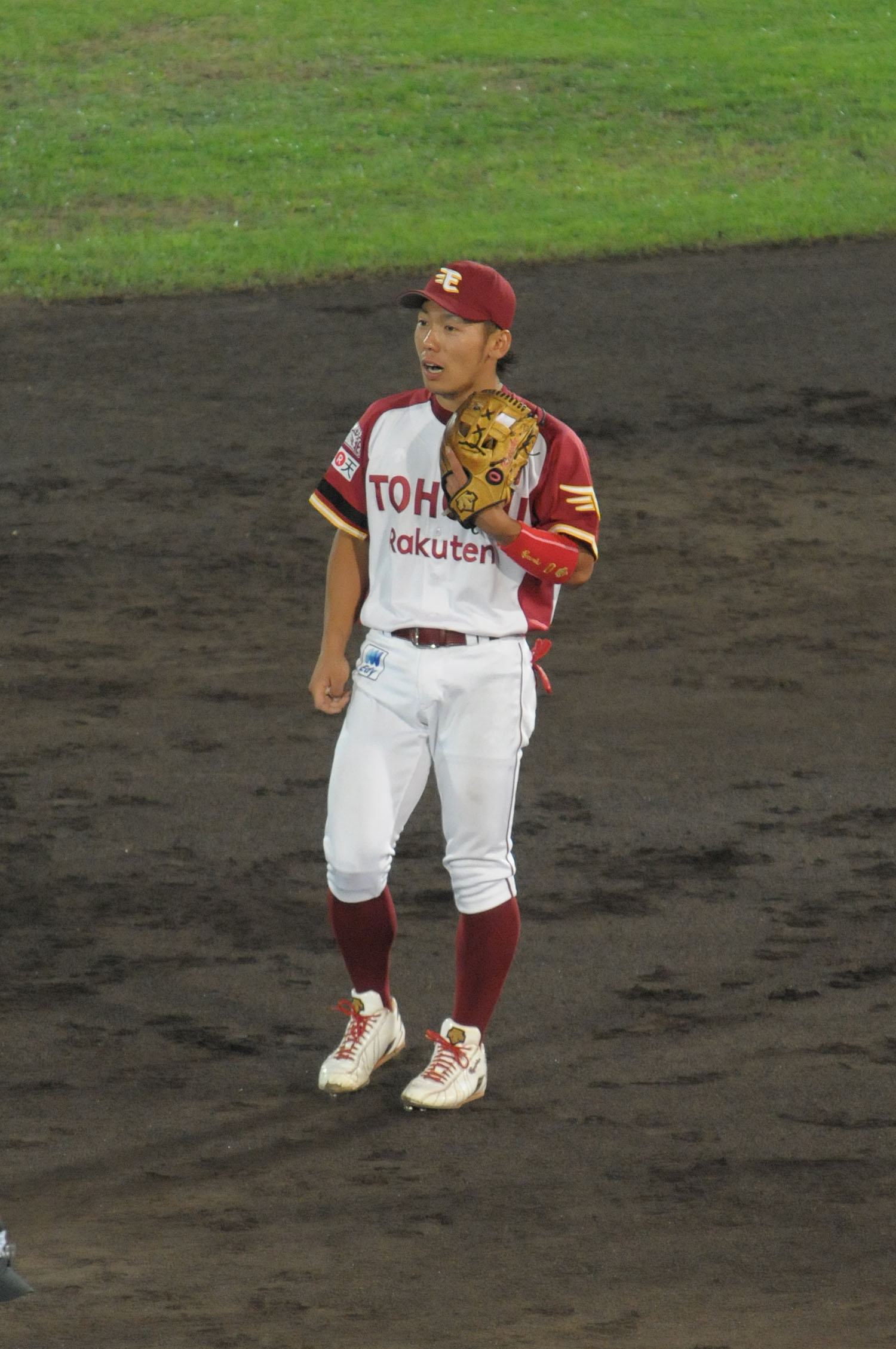
二塁守備に就く内村（2011年）

2008年、開幕から二軍で結果を残し、7月23日に支配下選手として登録され、背番号は育成時代の「121」から「98」に変更となった。監督の野村克也は俊足を生かすためスイッチヒッターへ再転向させ、さらに赤星憲広にも使わせた重い「つちのこバット」で内野安打を稼ぐ打法を指示した。8月3日に一軍戦初出場。一軍に登録されてからはレギュラーの高須洋介の怪我による離脱もあって「2番・二塁手」として積極的に起用された。47試合に出場し、打率.289、9盗塁を記録。
2009年、背番号を「0」に変更し、シーズン50盗塁を目標に掲げた。春季キャンプでは、それまで使っていた重いバットから少し細くて軽いものに代え、強い打球を放つことと次につなぐバッティングをすることを課題に挙げていた。開幕一軍のメンバーに選ばれ、4月16日の千葉ロッテマリーンズ戦ではリック・ショートの代走として出場し、その回の守りで小学生以来となる外野（レフト）の守備についた。5月13日の北海道日本ハムファイターズ戦の4回に嶋基宏の犠打で1死後、聖澤諒のセーフティスクイズを内野手がエラーした後にスクイズを決めたため、プロ野球タイ記録となるチーム1イニング3犠打を記録した。しかし、その後の打撃面で結果を残せず6月9日に登録抹消された。
2010年、粘り強い打撃を生かして準レギュラーに定着。守備では二遊間以外にレフトやセンターなど外野でも起用され、出場機会を増やした。そしてシーズン終盤には安打を量産し、最終的に規定打席不足ながら打率.304を記録。さらに自身初となる100試合出場も果たした。
2011年、新しく監督に就任した星野仙一の目指す機動力野球のもと、シーズン当初は主に代走・守備固め要員として起用されたが、同年に入団し正三塁手として起用された岩村明憲の不調から、正二塁手であった高須洋介が三塁手として起用されるようになったことに伴ってシーズン中盤以降は「2番・二塁手」として定着。9月24日の福岡ソフトバンクホークス戦では、プロ初本塁打をランニングホームランで記録した。シーズンでは自己最多の123試合に出場し、規定打席未到達ながら最終的に打率.271、31盗塁を記録。前年からさらに飛躍を遂げた。シーズン終了後、背番号を6に変更。
2012年も開幕直後は正二塁手として出場するが、打撃不振に陥り、次第に二塁手として銀次がスタメンで出場する試合が増えていった。

### DeNA時代
2012年6月24日に横浜DeNAベイスターズの藤田一也とのトレードが発表された。背番号は交換相手の藤田が着用していた「23」。
移籍後は正二塁手の石川雄洋が怪我をしたことも重なり、二塁手のレギュラーを獲得。また、途中加入にもかかわらず、チーム2位となる18盗塁を記録した。一方で、打撃面ではシーズンを通しての打率が.215、移籍後のみでも.237と精彩を欠いた。この年の8月15日の阪神タイガース戦では盗塁を決めたが、その打席に立っていた中村紀洋から盗塁したことを非難される出来事があった。首脳陣がサインを出さなくても自分の判断で盗塁ができる「グリーンライト」の権利を内村が持っていることから中村の叱責は采配批判にあたるとされ、中畑清監督によって中村は登録抹消された。
2013年、前年の正二塁手であった石川が遊撃手に再転向し、内村が2番・二塁として開幕からスタメン出場を続けていたが、次第に打撃不振に陥った。6月9日のオリックス戦から、それまで懲罰降格していた石川が一軍復帰すると同時に二塁手に転向し、その日以降は石川が1番・二塁に定着した。これにより弾き出される形で内村のポジションが奪われ、石川が8月に故障離脱した際も二遊間双方を守れる山崎憲晴がスタメン出場し、事実上の代走要員となった。89試合の出場に留まり、打率も前年を下回る.206に終わった。
2014年、二遊間のスタメンに石川と山崎がほぼ定着し、さらに白崎浩之の台頭やユリエスキ・グリエルの加入で一軍での出場機会が激減し、わずか4試合の出場に終わった。また、2軍でも打率.236、盗塁成功率.353(盗塁企図17回中成功6回)と持ち味の俊足巧打を発揮できなかった。
2015年、代走、守備固め要員として一軍に昇格すると、7月12日には2番・二塁として2年ぶりのスタメン出場を果たしたが、打率.179と打撃では結果を残せなかった。しかし、通算100盗塁を達成するなど28試合のうち、17試合を代走、守備固めで出場するなど、足や守備に関しては信頼が厚かった。
2016年、一軍公式戦への出場機会がないまま10月2日に球団から戦力外通告を受けた。12月2日、自由契約公示された。

### DeNA退団後
NPB他球団での現役続行を希望していることから、2016年11月12日には、阪神甲子園球場で開催の12球団合同トライアウトに参加。シートバッティング形式の対戦で、5人の投手を相手に、4打数1安打盗塁1（1四球2三振）という結果を残した。
2017年からはクラブチーム・REVENGE99に所属していた傍ら、加圧トレーニング事業などを展開するジェイファムコーポレーションに正社員として勤務。

## 選手としての特徴

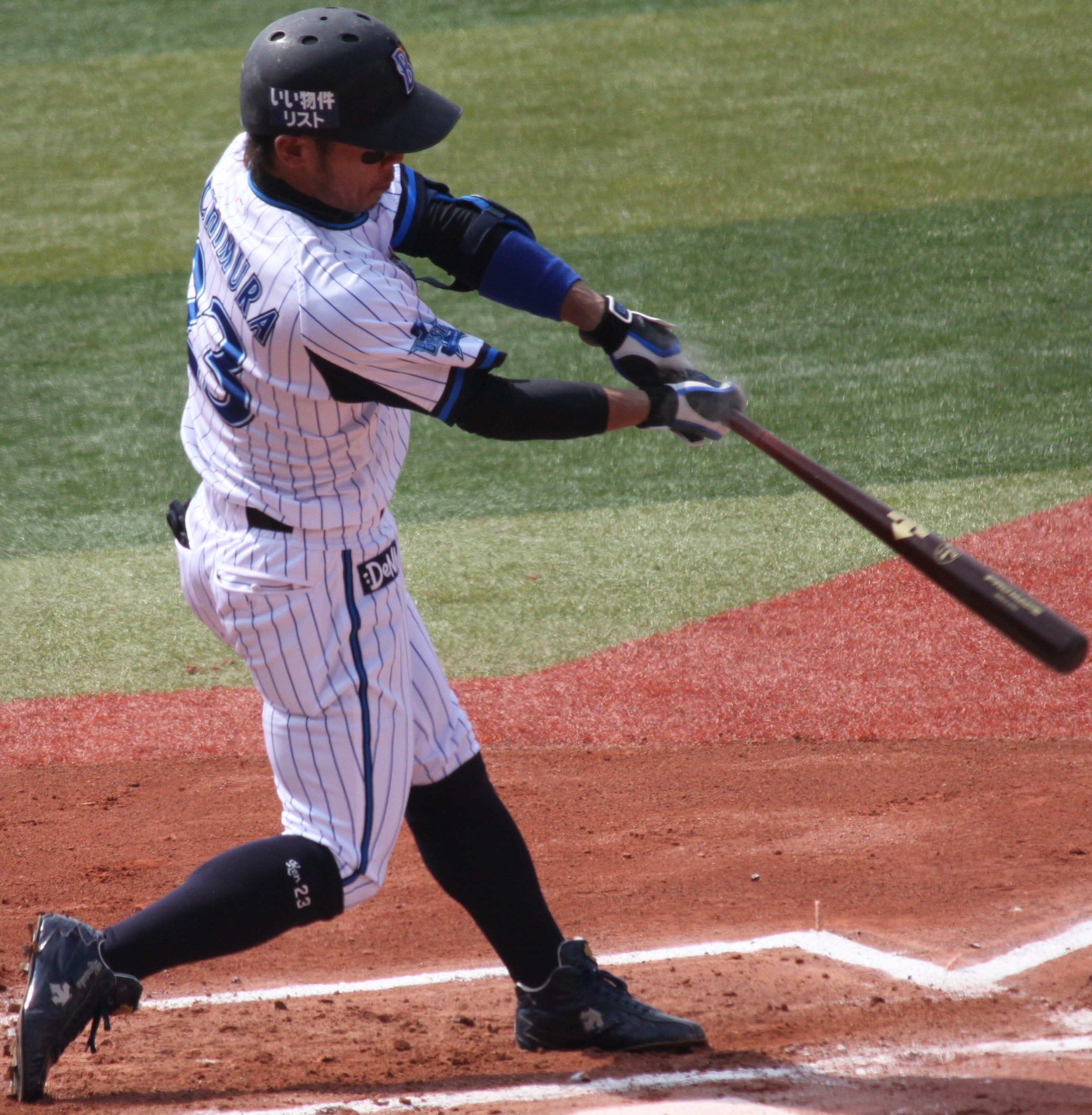
内村のスイング
（2013年3月17日、横浜スタジアム）

身長は163cmで、2016年時点では水口大地と並び12球団中最も背の低い選手であった。
入団当初は右打ちであったが、2008年の一軍昇格直後に、監督の野村克也の提案でスイッチヒッターに転向し、2010年までの通算の対左打率.243に対して対右打率.294と右投手を得意としている。
しかし、2013年8月20日には三浦大輔の代打として阪神タイガースの右投手、ランディ・メッセンジャーと対戦したが、右打席に入った。この頃から、内村自身は右打ちだけでやりたいという意思があった。ただ、9月半ば以降はまた左打席にも立つようになった。
50メートル走5.7秒、一塁到達3.8秒の俊足を武器とし、2008年には打った安打のうち半分が内野安打を記録するなど内野安打が多く、2010年までの内野安打率は32パーセントを誇る。走塁は走り出してからトップスピードに乗るまでが速い。

守備ではスピードを生かした二塁守備を持ち味とし、2010年には守備イニングが300イニング程であったがレンジファクターは6点台を記録した。一方で遊撃守備では失策の多さが目立つ。外野手として起用されることもある。

## 詳細情報

### 年度別打撃成績
| 年 度    | 球 団    | 試 合 | 打 席 | 打 数 | 得 点 | 安 打 | 二 塁 打 | 三 塁 打 | 本 塁 打 | 塁 打 | 打 点 | 盗 塁 | 盗 塁 死 | 犠 打 | 犠 飛 | 四 球 | 敬 遠 | 死 球 | 三 振 | 併 殺 打 | 打 率 | 出 塁 率 | 長 打 率 | O P S |
| -------- | -------- | ----- | ----- | ----- | ----- | ----- | -------- | -------- | -------- | ----- | ----- | ----- | -------- | ----- | ----- | ----- | ----- | ----- | ----- | -------- | ----- | -------- | -------- | ----- |
| 2008     | 楽天     | 47    | 177   | 152   | 21    | 44    | 5        | 0        | 0        | 49    | 13    | 9     | 3        | 15    | 1     | 6     | 0     | 3     | 21    | 2        | .289  | .327     | .322     | .649  |
| 2009     | 楽天     | 62    | 85    | 68    | 14    | 11    | 2        | 0        | 0        | 13    | 5     | 10    | 2        | 7     | 0     | 10    | 0     | 0     | 14    | 2        | .162  | .269     | .191     | .460  |
| 2010     | 楽天     | 111   | 270   | 230   | 43    | 70    | 5        | 2        | 0        | 79    | 12    | 10    | 7        | 14    | 2     | 23    | 0     | 1     | 32    | 3        | .304  | .367     | .343     | .710  |
| 2011     | 楽天     | 123   | 390   | 321   | 37    | 87    | 5        | 3        | 1        | 101   | 30    | 31    | 10       | 42    | 1     | 23    | 0     | 3     | 53    | 5        | .271  | .325     | .315     | .640  |
| 2012     | 楽天     | 55    | 131   | 113   | 10    | 19    | 1        | 1        | 0        | 22    | 12    | 8     | 1        | 11    | 0     | 6     | 0     | 1     | 23    | 0        | .168  | .217     | .195     | .412  |
| 2012     | DeNA     | 77    | 289   | 236   | 30    | 56    | 6        | 0        | 0        | 62    | 18    | 18    | 4        | 21    | 1     | 31    | 0     | 0     | 40    | 4        | .237  | .325     | .263     | .588  |
| '12計    | DeNA     | 132   | 420   | 349   | 40    | 75    | 7        | 1        | 0        | 84    | 30    | 26    | 5        | 32    | 1     | 37    | 0     | 1     | 63    | 4        | .215  | .291     | .241     | .532  |
| 2013     | DeNA     | 89    | 269   | 223   | 33    | 46    | 3        | 1        | 0        | 51    | 6     | 12    | 8        | 22    | 2     | 20    | 0     | 2     | 43    | 2        | .206  | .275     | .229     | .504  |
| 2014     | DeNA     | 4     | 2     | 2     | 0     | 0     | 0        | 0        | 0        | 0     | 0     | 0     | 0        | 0     | 0     | 0     | 0     | 0     | 0     | 0        | .000  | .000     | .000     | .000  |
| 2015     | DeNA     | 28    | 46    | 39    | 8     | 7     | 0        | 0        | 0        | 7     | 1     | 2     | 1        | 5     | 0     | 2     | 0     | 0     | 9     | 0        | .179  | .220     | .179     | .399  |
| NPB：8年 | NPB：8年 | 596   | 1659  | 1384  | 196   | 340   | 27       | 7        | 1        | 384   | 97    | 100   | 36       | 137   | 7     | 121   | 0     | 10    | 235   | 18       | .246  | .309     | .277     | .586  |

### 年度別守備成績
| 年 度 | 二塁  | 二塁  | 二塁  | 二塁  | 二塁  | 二塁     | 三塁  | 三塁  | 三塁  | 三塁  | 三塁  | 三塁     | 遊撃  | 遊撃  | 遊撃  | 遊撃  | 遊撃  | 遊撃     | 外野  | 外野  | 外野  | 外野  | 外野  | 外野     |
| 年 度 | 試 合 | 刺 殺 | 補 殺 | 失 策 | 併 殺 | 守 備 率 | 試 合 | 刺 殺 | 補 殺 | 失 策 | 併 殺 | 守 備 率 | 試 合 | 刺 殺 | 補 殺 | 失 策 | 併 殺 | 守 備 率 | 試 合 | 刺 殺 | 補 殺 | 失 策 | 併 殺 | 守 備 率 |
| ----- | ----- | ----- | ----- | ----- | ----- | -------- | ----- | ----- | ----- | ----- | ----- | -------- | ----- | ----- | ----- | ----- | ----- | -------- | ----- | ----- | ----- | ----- | ----- | -------- |
| 2008  | 39    | 73    | 91    | 2     | 14    | .988     | -     | -     | -     | -     | -     | -        | 9     | 10    | 7     | 2     | 2     | .895     | -     | -     | -     | -     | -     | -        |
| 2009  | 37    | 52    | 81    | 5     | 17    | .964     | -     | -     | -     | -     | -     | -        | 7     | 10    | 9     | 0     | 0     | 1.000    | 2     | 0     | 0     | 0     | 0     | ----     |
| 2010  | 69    | 89    | 114   | 0     | 24    | 1.000    | -     | -     | -     | -     | -     | -        | 31    | 36    | 86    | 7     | 21    | .946     | 11    | 9     | 1     | 0     | 1     | 1.000    |
| 2011  | 111   | 213   | 279   | 5     | 49    | .990     | 1     | 0     | 0     | 0     | 0     | ----     | 9     | 7     | 23    | 2     | 3     | .938     | -     | -     | -     | -     | -     | -        |
| 2012  | 120   | 248   | 317   | 7     | 54    | .988     | -     | -     | -     | -     | -     | -        | 8     | 3     | 16    | 0     | 2     | 1.000    | 3     | 1     | 0     | 0     | 0     | 1.000    |
| 2013  | 65    | 144   | 174   | 0     | 28    | 1.000    | -     | -     | -     | -     | -     | -        | 2     | 0     | 1     | 1     | 1     | .500     | 6     | 4     | 0     | 0     | 0     | 1.000    |
| 2014  | -     | -     | -     | -     | -     | -        | -     | -     | -     | -     | -     | -        | 1     | 0     | 0     | 0     | 0     | ----     | -     | -     | -     | -     | -     | -        |
| 2015  | 21    | 30    | 34    | 2     | 10    | .970     | -     | -     | -     | -     | -     | -        | -     | -     | -     | -     | -     | -        | -     | -     | -     | -     | -     | -        |
| 通算  | 462   | 849   | 1090  | 21    | 196   | .989     | 1     | 0     | 0     | 0     | 0     | ----     | 67    | 66    | 142   | 12    | 29    | .945     | 22    | 14    | 1     | 0     | 1     | 1.000    |

### 表彰
NPB
- JA全農Go・Go賞：2回 （好走塁賞：2009年4月 好捕賞：2010年7月）

### 記録
NPB初記録
- 初出場：2008年8月3日、対北海道日本ハムファイターズ15回戦（クリネックススタジアム宮城）、7回裏にホセ・フェルナンデスの代走で出場
- 初打席・初安打：同上、8回裏に歌藤達夫から投手内野安打
- 初先発出場：2008年8月11日、対福岡ソフトバンクホークス15回戦（福岡Yahoo! JAPANドーム）、9番・二塁手で先発出場
- 初盗塁：2008年8月16日、対千葉ロッテマリーンズ16回戦（千葉マリンスタジアム）、6回表に二盗（投手：久保康友、捕手：橋本将）
- 初打点：2008年8月19日、対オリックス・バファローズ18回戦（スカイマークスタジアム）、5回表に清水章夫から投手前適時内野安打
- 初本塁打：2011年9月24日、対福岡ソフトバンクホークス23回戦（日本製紙クリネックススタジアム宮城）、3回裏に大場翔太から左翼へランニング本塁打

NPB節目の記録
- 100盗塁：2015年9月1日、対中日ドラゴンズ20回戦（ナゴヤドーム）、7回表に二盗（投手：又吉克樹、捕手：杉山翔大）

NPBその他の記録
- プロ初本塁打がランニング本塁打：上記「初本塁打」の項を参照 ※2リーグ制以後5人目

### 独立リーグでの打撃成績
| 年 度     | 球 団     | 試 合 | 打 数 | 得 点 | 安 打 | 二 塁 打 | 三 塁 打 | 本 塁 打 | 打 点 | 三 振 | 四 球 | 死 球 | 犠 打 | 犠 飛 | 盗 塁 | 失 策 | 併 殺 打 | 残 塁 | 打 率 | 出 塁 率 | 長 打 率 | O P S |
| --------- | --------- | ----- | ----- | ----- | ----- | -------- | -------- | -------- | ----- | ----- | ----- | ----- | ----- | ----- | ----- | ----- | -------- | ----- | ----- | -------- | -------- | ----- |
| 2007      | 石川      | 72    | 280   | 56    | 76    | 9        | 2        | 0        | 30    | 28    | 41    | 9     | 7     | 3     | 31    | 13    | 10       | 79    | .271  | .378     | .318     | .696  |
| 通算：1年 | 通算：1年 | 72    | 280   | 56    | 76    | 9        | 2        | 0        | 30    | 28    | 41    | 9     | 7     | 3     | 31    | 13    | 10       | 79    | .271  | .378     | .318     | .696  |

### 背番号
- 121 （2008年 - 同年途中）
- 98 （2008年途中 - 同年終了）
- 0 （2009年 - 2011年）
- 6 （2012年 - 同年途中）
- 23 （2012年途中 - 2016年）

### 登場曲
- 「Yell」EXILE （2009年）
- 「HURRICANE」ラッツ&スター （2010年 - ）
- 「じょいふる」いきものがかり （2010年 - 2012年）
- 「ひとりじゃない」DEEN （2013年 - ）